# En mazarin, älskling?
En mazarin, älskling? är en videosamling av Per Gessle, släppt 26 november 2003, med inspelningar från Mazarin sommarturné 2003. Inspelningarna kommer från konserten i Slottsskogsvallen i Göteborg den 6 augusti 2003.

## Låtlista
1. Kung av sand
2. Vilket håll du än går
3. Gungar
4. Inte tillsamman, inte isär
5. (Hon vill ha) puls
6. På promenad genom stan
7. Timmar av iver
8. Segla på ett moln
9. Flickan i en Cole Porter-sång
10. Jag tror du bär på en stor hemlighet
11. Småstad
12. Smakar på ett regn
13. Tända en sticka till

- Bandpresentation

1. Här kommer alla känslorna (på en och samma gång)
2. Födelsedag
3. Spegelboll
4. Juni, juli, augusti
5. Gå & fiska!
6. Om bara du vill
7. Tycker om när du tar på mej
8. Det är över nu
9. Sommartider
10. Billy

## Extramaterial
1. Ta en kaka till - Mazarin dokumentär
2. En Mazarin blir till - En hemmagjord film av Per och hans vänner
3. Mazarin backstage - Följ med Per, band och crew bakom scenen